# Pão de Açúcar (Alagoas)
Pão de Açúcar is een gemeente in de Braziliaanse deelstaat Alagoas. De gemeente telt 24.534 inwoners (schatting 2009).
De gemeente grenst aan Palestina, Jacaré dos Homens, Monteirópolis, São José da Tapera, Belo Monte en Piranhas.